# Paraheminodus murrayi
Paraheminodus murrayi és una espècie de peix pertanyent a la família dels peristèdids.

## Descripció
- Fa 26,5 cm de llargària màxima.
- És vermellós amb la vora de l'aleta dorsal de color negre.[5][6][7]

## Hàbitat
És un peix marí i batidemersal que viu entre 360 i 710 m de fondària.

## Distribució geogràfica
Es troba al Pacífic occidental: el Japó, el mar de Banda, Nova Caledònia i la Banya d'Àfrica.

## Observacions
És inofensiu per als humans.